# Risveglio (partito politico)
Risveglio (in lettone: Atmoda) è un partito politico lettone di orientamento conservatore fondato nel 2014; inizialmente chiamato Dal Cuore per la Lettonia (No sirds Latvijai), ha assunto l'odierna denominazione nel 2019.
Tra i principali obiettivi perseguiti dal partito vi è l'introduzione di più equo trattamento salariale e previdenziale.

## Storia
Il partito è stato fondato da Inguna Sudraba, già vice ministro delle finanze e funzionaria della Corte dei conti.
Alle elezioni parlamentari del 2014 ha ottenuto il 6,9% dei voti, ottenendo 7 seggi al Saeima; alle parlamentari del 2018 è crollato allo 0,8%.
Nel febbraio 2019 è stata adottata la nuova denominazione del partito che, alle successive elezioni europee, ha ricevuto lo 0,5% dei voti.

## Risultati elettorali
| Elezione          | Voti   | %    | Seggi   |
| ----------------- | ------ | ---- | ------- |
| Parlamentari 2014 | 62.521 | 6,90 | 7 / 100 |
| Parlamentari 2018 | 7.114  | 0,84 | 0 / 100 |
| Europee 2019      | 2.242  | 0,48 | 0 / 8   |
| 1.                |        |      |         |